# 纳米比亚国旗

纳米比亚共和国国旗的设计制式。

納米比亞國旗是一面由藍、綠兩個直角三角形和中間白、紅、白斜條組成的旗幟，於1990年3月21日起採用。旗面左上角有一个放射12道光芒的金色太陽。
納米比亞國旗其含意兩種說法：一為其用色源自西南非洲人民組織的旗幟，代表了奧万博族；而另一種說法為
- 紅色代表了人民和英雄主義和建立機會平等的未來的決心
- 白色代表和平團結
- 綠色代表植被和農業
- 藍色代表天空、大西洋和雨
- 金色代表能量與生命[1]